# Florica, Căușeni
Florica este un sat din cadrul comunei Baccealia din raionul Căușeni, Republica Moldova.

## Istoria localitații
Satul Florica a fost întemeiat în anul 1925.

## Geografie
Satul are o suprafață de circa 0.66 kilometri pătrați, cu un perimetru de 3.37 km. Localitatea se află la distanța de 40 km de orașul Căușeni și la 67 km de Chișinău.

## Demografie

### Structura etnică
Conform datelor recensământului populației din 2004, populația satului constituia 300 de oameni, dintre care 48.33% - bărbați și 51.67% - femei.:
| Grup etnic                    | Populație | % Procentaj |
| ----------------------------- | --------- | ----------- |
| Băștinași declarați Moldoveni | 297       | 99,00%      |
| Ruși                          | 1         | 0,33%       |
| Ucraineni                     | 1         | 0,33%       |
| Alții                         | 1         | 0,33%       |
| Total                         | 300       |             |